# Drepanoplatynus gilleti
Drepanoplatynus gilleti är en skalbaggsart som beskrevs av Antoine Boucomont 1921. Drepanoplatynus gilleti ingår i släktet Drepanoplatynus och familjen bladhorningar. Inga underarter finns listade i Catalogue of Life.